# Смит (остров, Канада)
Вижте пояснителната страница за други значения на Смит.

Остров Смит (на английски: Smith Island) е 90-ият по големина остров в Канадския арктичен архипелаг. Площта му е 131 км2, която му отрежда 144-то място сред островите на Канада. Макар островът да се намира на стотици километри южно от архипелага, административно принадлежи към канадската територия Нунавут и затова е включен в Канадския арктичен архипелаг. Ненаселен.
Островът се намира в североизточната част на Хъдсъновия залив, край западния бряг на п-ов Унгава (северната част на п-ов Лабрадор), от който на юг го отделя проток широк едва 1,3 км и затваря от северозапад залива Москито.
Бреговата му линия с дължина 90 км е слабо разчленена, в голямата си част блатиста и труднодостъпна. Има два по-големи залива – един на северното и един (Бабс Бей) на южното крайбрежие. Остров Смит има издължена форма от запад-югозапад на изток-североизток с дължина 26 км, а максималната му ширина е 6,7 км.
Релефът е равнинен и хълмист с максимална височина до 330 м в най-югозападната част. Има доста много малки езера и едно по-голямо в югоизточната част.
Остров Смит е открит през месец август 1610 г. от английския полярен мореплавател Хенри Хъдсън, който по време на това плаване намира смъртта си в този район.
|  | Тази страница частично или изцяло представлява превод на страницата „Смит (остров, Гудзонов залив)“ в Уикипедия на руски. Оригиналният текст, както и този превод, са защитени от Лиценза „Криейтив Комънс – Признание – Споделяне на споделеното“, а за съдържание, създадено преди юни 2009 година – от Лиценза за свободна документация на ГНУ. Прегледайте историята на редакциите на оригиналната страница, както и на преводната страница, за да видите списъка на съавторите. ВАЖНО: Този шаблон се отнася единствено до авторските права върху съдържанието на статията. Добавянето му не отменя изискването да се посочват конкретни източници на твърденията, които да бъдат благонадеждни. |